# Joey Slotnick

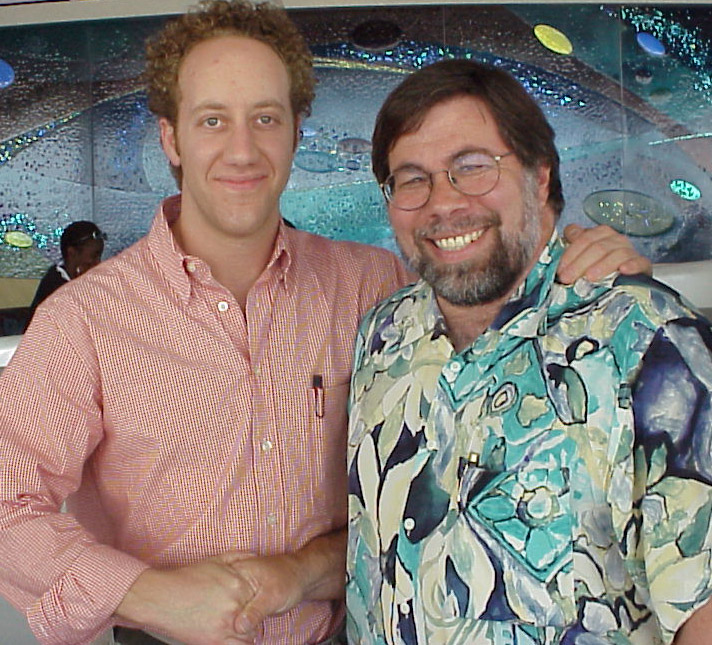
Joey Slotnick (links) und Steve Wozniak, den Slotnick im Film Die Silicon Valley Story spielt.

Joey Slotnick (* 2. Oktober 1968 in Chicago, Illinois) ist ein US-amerikanischer Schauspieler.

## Leben
Slotnick wuchs zunächst in Chicago auf und zog als Jugendlicher nach Las Vegas, Nevada um, wo er seine ersten Erfahrungen als Schauspieler in einer Theatergruppe für Kinder (The Rainbow Company) machte. Er studierte später an der Southern Methodist University in Dallas, Texas, an der er auch seinen Abschluss machte.
Nach seiner Rückkehr nach Chicago vertiefte er seine schauspielerischen Fähigkeiten mit einem Engagement am Lookingglass Theatre, an dem er zusammen mit seinem Freund David Schwimmer auftrat. Hier wurde die Regisseurin Penny Marshall auf ihn aufmerksam, die ihn für den Film Eine Klasse für sich unter Vertrag nahm. Neben seinen Filmrollen war er in der Folgezeit auch des Öfteren als Darsteller in Fernsehserien zu sehen, so zum Beispiel in Ellen, Nip/Tuck und Beverly Hills, 90210. Slotnick war weiterhin ein Mitglied der Improvisationsgruppe Slotnick, Katz and Lehr.
Joey Slotnick lebt mit seiner Freundin Kristin Hahn in Los Angeles und ist Jude.

## Filmografie (Auswahl)
- 1992: Eine Klasse für sich (A League of Their Own)
- 1995–1997: Ein Single kommt immer allein (The Single Guy) (Fernsehfilm)
- 1996: Twister
- 1997: Die Nanny Gastrolle in 5x04: Fransom – Tausche Gangster gegen Hund
- 1998: Dümmer geht’s immer (Since You’ve Been Gone)
- 1998: Judas Kiss
- 1999: Eve und der letzte Gentleman (Blast From the Past)
- 1999: Die Killerhand (Idle hands)
- 1999: Die Silicon Valley Story (Pirates of Silicon Valley)
- 2000: Hollow Man – Unsichtbare Gefahr (Hollow Man)
- 2004: Memron
- 2003, 2004, 2006: Nip/Tuck – Schönheit hat ihren Preis (Nip/Tuck, Fernsehserie)
- 2006: Ghost Whisperer – Stimmen aus dem Jenseits (Ghost Whisperer, Fernsehserie, Folge 1x04)
- 2009: Brief Interviews with Hideous Men
- 2010: Made in Romania
- 2011: Elevator – Der Feind in meinem Fahrstuhl (Elevator)
- 2011: Too Big to Fail – Die große Krise (Too Big to Fail, Fernsehfilm)
- 2013: Psych (Fernsehserie, Folge 6x14)
- 2021: They/Them/Us
- 2023: Plane
- 2024: Drive-Away Dolls